# Incident de Parral
Incident de Parral
Batailles
Révolution mexicaine :
- Incident de Tampico
- Ypiranga incident (en)
- Occupation américaine de Veracruz

Guerre de la frontière :
- Agua Prieta (1re)
- Ciudad Juárez (1re) (en)
- Bandit War (en)
- Norias Ranch Raid (en)
- Ojo de Agua Raid (en)
- Nogales (2e) (en)
- Santa Isabel (en)
- Columbus
- Expédition punitive
- Guerrero (en)
- Agua Caliente (en)
- Parral
- Tomochic (en)
- Ojos Azules
- Glenn Springs (en)
- Rubio Ranch
- Castillon
- Las Varas Pass
- San Ygnacio (en)
- Carrizal
- Affaire Zimmermann
- Brite Ranch (en)
- Neville Ranch (en)
- Nogales (3e) (en)
- Ciudad Juárez (3e) (en)
- Ruby Murders (en)

L'Incident de Parral est un affrontement armé entre des citoyens mexicains, des troupes de l'armée mexicaine commandées par le colonel Manuel Orozco et des troupes de l'armée américaine sous le commandement du major Frank Tompkins (en) qui eut lieu le 12 avril 1916 dans la ville de Hidalgo del Parral, État de Chihuahua durant l'expédition punitive contre Pancho Villa.
Quand 150 soldats américains appartenant à l'expédition punitive et commandés par le major Frank Tompkins entrèrent dans la ville pour se procurer des fournitures sans la permission de l'armée, le Général Ismael Lozano exigea l'évacuation des lieux. Peu à peu la population commença à se rassembler et à montrer des signes de mécontentement.
Lorsque Tempkins donna l'ordre de monter les chevaux, une partie de la foule commença à prendre des poses agressives avec différentes armes dont des fusils de la garde civile. Les civils et les enfants parcouraient les rues demandant des armes et des munitions pour repousser les envahisseurs puis se précipitèrent vers la colonne des troupes américaines criant Viva Villa! et Viva Mexique!. La foule chassa la colonne d'invasion vers Santa Cruz de Villegas.
Les Américains partirent sur la défensive et s'arrêtèrent à la périphérie de la ville puis se retirèrent à Santa Cruz de Villegas. Le colonel Manuel Orozco et quelques soldats continuèrent la poursuite jusqu'à ce point.
Les forces américaines subirent trois morts et sept blessés.

## Sources
- Pelaez Ramos, Gerardo (2007). La Expedición Punitiva. (Revista Forum, No. 164 edición). México.

## Référence
- (es) Cet article est partiellement ou en totalité issu de l’article de Wikipédia en espagnol intitulé « Incidente de Parral (1916) » (voir la liste des auteurs).